# Chibi Maruko-chan
Chibi Maruko-chan (ちびまる子ちゃん lit. La pequeña Maruko-chan?) es una serie de manga escrita e ilustrada por Momoko Sakura. La serie narra la sencilla vida cotidiana de una niña apodada «Maruko» y de su familia en los suburbios japoneses a mediados de la década de 1970. La serie está situada en la antigua ciudad de Shimizu, ahora parte de la ciudad de Shizuoka, lugar de nacimiento de Sakura.
El manga fue serializado originalmente entre en agosto de 1986 y junio de 1996 por la editorial Shūeisha, en su revista de edición mensual Ribon. La historia fue adaptada en una serie de anime por Nippon Animation y estrenada por Fuji TV entre enero de 1990 y septiembre de 1992. Una segunda adaptación producida también por Nippon Animation, comenzó su difusión en enero de 1995 por Fuji TV.

## Argumento
Tanto el manga como el anime siguen el día a día de Momoko Sakura, una joven de tercer grado de escuela primaria y que es apodada como «Maruko» o «Maruchan» por su familia y amigos, respectivamente. Durante la breve introducción narrada por la protagonista en el primer episodio de la serie de 1990 se menciona el origen de su sobrenombre que da título a la serie. La obra se ambienta en 1974 y tiene lugar en la ciudad de Shimizu; aunque se basa principalmente en la vida diaria y varias de las situaciones representadas en la historia son una semi-autobiografía de la autora durante su infancia, esta serie contiene algunas situaciones con toques de surrealismo.

## Personajes

### Familia Sakura
- Momoko Sakura (さくらももこ Sakura Momoko?), conocida como Maruko (まる子?) es la protagonista principal de la serie. Nacida el 8 de mayo de 1965, es una niña de nueve años de edad que cursa su tercer año de primaria y criada en una familia de clase baja de seis integrantes. Es amable y de buenas intenciones, aunque a su propio ritmo; es perezosa, desorganizada y generalmente llega tarde a la escuela.

- Hiroshi Sakura (さくらひろし Sakura Hiroshi?) es el padre de Maruko. Es relajado y algo despreocupado, a menudo finge escuchar o ignorar a su familia, pero es un padre confiable. Le gusta beber, ver partidos de béisbol y pescar. Su fecha de nacimiento es el 20 de junio de 1934, teniendo 40 años durante la serie.

- Sumire Sakura (さくらすみれ Sakura Sumire?) es la madre de Maruko. Es ama de casa y la encargada de controlar las finanzas en el hogar. Tiende a regañar mucho a su hija menor por su comportamiento, haciéndola parecer una madre muy estricta, pero generalmente es cariñosa y amable. Su fecha de nacimiento es el 25 de mayo de 1934 y su apellido de soltera era Kobayashi.

- Sakiko Sakura (さくらさきこ Sakura Sakiko?) es la hermana mayor de Maruko. Es una estudiante de sexto grado de primaria, de personalidad tranquila y responsable, totalmente opuesta a su hermana menor con la que se pelean ocasionalmente. Su fecha de nacimiento es el 21 de marzo de 1963, teniendo 12 años durante la serie.

- Tomozō Sakura (さくら 友蔵 Sakura Tomozō?) es el abuelo paterno de Maruko. Es despistado, ingenuo y fácil de engañar. Dependiendo de las situaciones, espontáneamente se retira a un mundo interior surrealista durante unos segundos para improvisar un haiku sobre su estado de ánimo. Nacido el 3 de octubre de 1898, teniendo 76 años en la serie.

- Kotake Sakura (さくらこたけ Sakura Kotake?) es la abuela paterna de Maruko. De personalidad sencilla, muy calmada y conoce mucho de cultura tradicional japonesa. Su cumpleaños es el 4 de abril.

### Amigos
- Tamae Honami (穂波 たまえ Honami Tamae?) es la mejor amiga de Maruko. Es muy amable y diligente en todo lo que la rodea. Siempre es atenta a Maruko y sus comentarios. En Tamae reside una manifestación de sus emociones interiores llamada Tammy (タミー?), que representa la verdadera opinión sobre las cosas cuando se muestra algo aparentemente contrario. Esta manifestación suele estar en un lugar que presumiblemente son los Alpes suizos. Su fecha de nacimiento es el 18 de junio de 1965.

- Kazuhiko Hanawa (花輪 和彦 Hanawa Kazuhiko?) es un chico millonario que asiste a la clase de Maruko y que vive en una mansión con su mayordomo, el Sr. Hideji, mientras sus padres están de viaje constantemente. Es muy gentil y siempre comparte sus experiencias con sus compañeros; es inteligente y tiene un dominio avanzado del idioma inglés, pero su escritura es cuestionada. Su cumpleaños es el 7 de agosto.

- Sueo Maruo (丸尾 末男 Maruo Sueo?) es otro de los compañeros de Maruko y atiende como el presidente de la clase del tercer grado. Se toma muy en serio sus estudios y siempre quiere ser admirado por otros. Tiene la paranoia de que sus compañeros buscan reemplazarlo como presidente de la clase y se dirige a ellos para destacar o disuadirlos de no estar en su contra. Su cumpleaños es el 31 de diciembre.

- Noritaka Hamazaki (浜崎 憲孝 Hamazaki Noritaka?), más conocido como Hamaji (はまじ?) es el alumno más travieso del tercer grado y tiene una buena amistad con Maruko ya que son payasos de clase. Su cumpleaños es el 20 de agosto.

## Contenido de la obra

### Manga
El manga de Chibi Maruko-chan comenzó a publicarse en agosto de 1986 por la editorial Shueisha en la revista mensual Ribon hasta que su serialización regular terminó en junio de 1996. Previamente otras historias semi-autobiográficas de la autora aparecieron en la revista Ribon entre 1984 y 1985, las cuales se incluyeron en el primer tankōbon. Sakura comenzó a enviar tiras en su último año de escuela secundaria y su intención era escribir «ensayos en forma de manga». La serialización fue retomada en Ribon desde la edición de enero de 2002, aunque con una periodicidad irregular. Entre julio de 2007 y diciembre de 2011, se publicó una versión de 4 viñetas en periódicos como Tokyo Shimbun y Chunichi Shimbun. Shueisha ha recopilado las historietas en un total de 17 volúmenes en formato tankōbon publicados bajo el sello de Ribon Mascot Comics desde el 15 de julio de 1987 hasta el 25 de diciembre de 2018.
| Volumen | Japón                   | Japón                  |
| Volumen | Fecha de publicación    | ISBN                   |
| ------- | ----------------------- | ---------------------- |
| 1       | 15 de julio de 1987     | ISBN 4-08-853413-1     |
| 2       | 15 de febrero de 1988   | ISBN 4-08-853434-4     |
| 3       | 15 de julio de 1988     | ISBN 4-08-853450-6     |
| 4       | 13 de enero de 1989     | ISBN 4-08-853472-7     |
| 5       | 11 de agosto de 1989    | ISBN 4-08-853494-8     |
| 6       | 12 de enero de 1990     | ISBN 4-08-853511-1     |
| 7       | 11 de enero de 1991     | ISBN 4-08-853550-2     |
| 8       | 15 de octubre de 1991   | ISBN 4-08-853584-7     |
| 9       | 15 de junio de 1992     | ISBN 4-08-853614-2     |
| 10      | 14 de enero de 1993     | ISBN 4-08-853646-0     |
| 11      | 8 de diciembre de 1993  | ISBN 4-08-853704-1     |
| 12      | 7 de diciembre de 1994  | ISBN 4-08-853771-8     |
| 13      | 7 de diciembre de 1995  | ISBN 4-08-853831-5     |
| 14      | 9 de diciembre de 1996  | ISBN 4-08-853891-9     |
| 15      | 14 de febrero de 2003   | ISBN 4-08-856439-1     |
| 16      | 15 de abril de 2009     | ISBN 978-4-08-856879-9 |
| 17      | 25 de diciembre de 2018 | ISBN 978-4-08-867523-7 |

### Anime

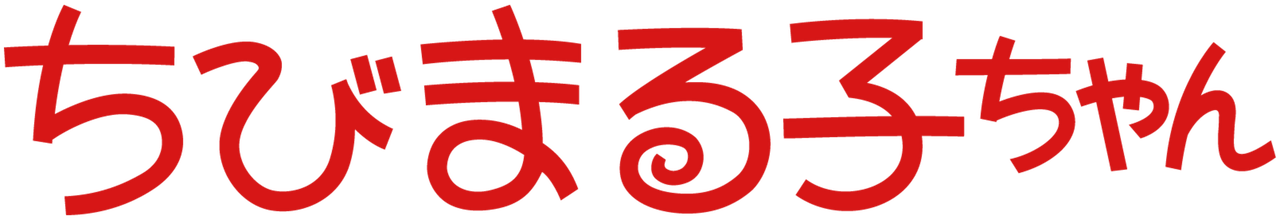
Logotipo usado en el anime.

#### Serie de 1990
Chibi Maruko-chan tuvo una primera adaptación al anime producida por Nippon Animation y estrenada los domingos a las 18:00-18:30 en la región de Kantō por Fuji TV desde el 7 de enero de 1990 hasta el 27 de septiembre de 1992 con un total de 142 episodios conformados por segmentos de historias cortas y largas. La serie alcanzó una cuota de pantalla de 39.9%, siendo hasta el momento la calificación más alta alcanzada por un anime desde 1977.
En noviembre de 1996, la serie fue lanzada por primera vez para consumo doméstico en formato VHS por Pony Canyon en una colección de volúmenes individuales que contienen historias autoseleccionadas. Años más tarde, la serie completa fue lanzada en DVD por Pony Canyon en volúmenes individuales publicados entre octubre y diciembre de 2006. Al mismo tiempo que se lanzaron los últimos volúmenes individuales en diciembre, fue puesto a la venta dos colecciones de cajas recopilatorias; la primera colección está dividida en tres partes por año de episodios, mientras que la segunda colección contiene la serie entera. Como parte de las celebraciones por el trigésimo aniversario del anime, la serie completa —con excepción de los episodios 8 y 77 por motivos de licencia— fue remasterizada, editada en formato Blu-ray por TC Entertainment y distribuida por Best Field en dos volúmenes, cada uno publicado en noviembre y diciembre de 2020.

#### Serie de 1995
Una segunda adaptación realizada por Nippon Animation, es presentada por Fuji TV todos los domingos a las 18:00-18:30 desde el 8 de enero de 1995. El 12 de febrero de 2012, Fuji TV presentó un episodio especial de 1 hora que celebró la «transmisión número 1000 de Chibi Maruko-chan» desde que se produjo la primera serie de 1990; mientras que el episodio 1000 correspondiente a la segunda serie fue estrenado el 19 de abril de 2015. Debido a los efectos por la pandemia de COVID-19, el 25 de abril de 2020 se anunció la suspensión temporal de episodios estreno y la reposición de episodios anteriores en su lugar desde el 3 de mayo. El 14 de junio del mismo año, se anunció la reanudación de los episodios estreno desde el 21 de junio. La serie ha sido licenciada en España por Motion Pictures y distribuida a servicios de streaming como Flooxer, Filmin, YouTube y anteriormente por Neox Kidz. En Hispanoamérica, la serie es distribuida por Fundación Japón desde 2017 y ha sido transmitida por cadenas televisivas como Etc TV (Chile) y Ecuador TV (Ecuador).

### Películas
La serie también ha sido adaptada a tres películas, todas ellas producidas por Nippon Animation y escritas por Momoko Sakura.
- Chibi Maruko-chan, lanzada en diciembre de 1990, dirigida por Tsutomu Shibayama y Yumiko Suda.[45]
- Chibi Maruko-chan: Watashi no Suki na Uta, lanzada en diciembre de 1992, dirigida por Tsutomu Shibayama y Yumiko Suda.[46]
- Chibi Maruko-chan: Italia Kara Kita Shōnen, lanzada en diciembre de 2015, dirigida por Jun Takagi.[47]

### Banda sonora
La banda sonora del anime de Chibi Maruko-chan se compone de una serie de openings y endings que van apareciendo esporádicamente, así como de recopilaciones de los temas que sirven de fondo a la historia compuestos por Nobuyuki Nakamura.

### Series de imagen real
Chibi Maruko-chan fue adaptado a un drama especial de imagen real compuesto en tres segmentos que fue estrenado por Fuji TV el 18 de abril de 2006. Un segundo especial fue estrenado el 31 de octubre del mismo año. En esta adaptación, Maruko Sakura y Tamae Honami son interpretadas por Ei Morisako y Karen Miyama, respectivamente.
Una serie de drama titulada Maru Maru Chibi Maruko-chan, fue estrenada por Fuji TV desde el 19 de abril de 2007 hasta el 28 de febrero de 2008 con un total de 30 episodios. La serie fue dirigida por Shin Hirano, mientras que Maruko Sakura es interpretada por Ayaka Ito.
Una tercera adaptación como drama especial fue anunciada en agosto de 2013 y cuyo estreno fue programado en otoño. Dirigida por Kazuhiro Kobayashi, fue estrenada por Fuji TV el 1 de octubre de 2013. Maki Shinta interpreta a Maruko Sakura en esta versión.

### Videojuegos
Se han lanzado al mercado japonés varios videojuegos inspirados en la serie. Todos los títulos de Game Boy (que consisten en minijuegos) fueron desarrollados por Kindle Imagine Develop y publicados por Takara. Los otros títulos fueron publicados por diferentes empresas como Namco, Konami, Epoch y Banpresto.
1. Chibi Maruko-chan: Uki Uki Shopping (Famicom, 1990)[61]
2. Chibi Maruko-chan: Okozukai Daisakusen (Game Boy, 1990)[62]
3. Chibi Maruko-Chan 2: Deluxe Maruko World (Game Boy, 1991)[63]
4. Chibi Maruko-chan: Harikiri 365-Nichi no Maki (Super Famicom, 1991)[64]
5. Chibi Maruko-Chan 3: Mezase! Game Taishou no Maki (Game Boy, 1992)[65]
6. Chibi Maruko-chan 4: Korega Nihon Dayo Ouji Sama (Game Boy, 1992)[66]
7. Chibi Maruko-Chan (TurboGrafx 16, 1992)[67]
8. Chibi Maruko-chan: Waku Waku Shopping (Sega Genesis, 1992)[68]
9. Chibi Maruko-chan: Maruko Deluxe Quiz (Game Boy/Neo-Geo, 1995)[69]
10. Chibi Maruko-chan: Mezase! Minami no Island!! (Super Famicom, 1995)[70]
11. Chibi Maruko-chan no Taisen Puzzle Dama (Sega Saturn, 1995)[71]
12. Chibi Maruko-Chan: Maruko Enikki World (PlayStation, 1995)[72]
13. Chibi Maruko-Chan: Go Chounai Minna de Game Dayo! (Game Boy Color, 2001)[73]
14. Chibi Maruko-chan DS Maru-chan no Machi (Nintendo DS, 2009)[74]